# Josef Mik
Josef Mik ou Joseph Mik (1839-1900) est un botaniste et entomologiste morave qui s'est principalement intéressé aux diptères.

## Biographie
Josef Mik né à Zábřeh (allemand : Hohenstadt) en margraviat de Moravie, le 23 mars 1839. Cette région appartient alors à l'empire d'Autriche, puis à l'empire d'Autriche-Hongrie. Elle fait aujourd'hui partie de la République tchèque. Fils de pharmacien, il se consacre à l'enseignement et travaille de 1871 à 1889 en tant que professeur au lycée académique de Vienne. Son premier travail scientifique concerne la flore des environs d’Olomouc, en République tchèque et de Freistadt, en Haute-Autriche.
À partir de 1863, il se consacre entièrement à la dipterologie et publie un grand nombre de contributions scientifiques de valeur, presque toutes parues au sein de la revue scientifique d'entomologie viennoise Wiener entomologische Zeitung, dont il est, un temps, le rédacteur en chef. Il publie également quelques articles au sein de la revue Wiener zoologisch-botanischen Gesellschaft de la Société zoologique et botanique de Vienne. Josef Mik est un dessinateur de talent. Ses traités sur la formation de la vésicule biliaire ainsi que ses diagnoses de diptères sont remarquables pour leurs belles illustrations. Lors de sa carrière, il décrit de nombreuses nouvelles espèces et contribue largement à l'enrichissement des connaissances sur les diptères d'Europe centrale. Il est le premier diptérologue à clarifier la chétotaxie des pattes. « Sur les pattes, je distingue une face dorsale ou ventrale, antérieure ou postérieure. Lorsqu'on imagine la patte tendue horizontalement et perpendiculairement à l'axe longitudinal du corps, la face antérieure est celle tournée vers la tête, la face postérieure celle tournée vers l'arrière du corps. La face ventrale et dorsale, dans ce cas est évidente. ».
En 1889, il est honoré du titre de chevalier de l'ordre de François-Joseph. Il décède subitement d'une crise cardiaque, à Vienne, le 13 octobre 1900.
En 1999, Dieter Doczkal et Ulrich Schmid lui rendent hommage en nommant leur nouvelle espèce de Microdon, Microdon miki.

## Travaux
- 1866 Beitrag zur Dipterenfauna des österreichischen Küstenlandes. Abh. Zool.-Bot. Ges. Wien 16:301-310.
- 1883 Dipterologische Bemerkungen I, II. Abh. Zool.-Bot. Ges. Wien 33: 181-192.
- 1886 Dipterologische Miscellen, II, III, Wien. Ent. Ztg. 5: 276-279, 317-318
- 1887 Dipterologische Miscellen. VI. Wien. Ent. Ztg. 6: 238-242.
- 1891 Ueber die Dipterengattung Pachystylum Mcq. Wien. Ent. Ztg. 10: 206-212.
- 1891 Vorläufige Notiz über Parathalassius blasigii, ein neues Dipteron aus Venedig. Wien. Ent.Ztg. 10: 216-217.
- 1894 Dipterologische Miscellen (2. Serie). IV. Wien. Ent. Ztg. 13:49-54.
- 1895 Dipterologische Miscellen (2. Series). VI. Wien. Ent. Ztg. 14:93-98.
- 1895 Avec Friedrich Wachtl Commentar zu den Arbeiten von Hartig und Ratzeburg über Raupenfliegen (Tachiniden).Auf Grund einer Revision der Hartig’schen Tachiniden-Sammlung. Wien. Ent. Ztg. 14:213-48.